# Liste der Nummer-eins-Hits in der Schweiz (1988)
Dies ist eine Liste der Nummer-eins-Hits in der Schweiz im Jahr 1988. Sie basiert auf den Top 30 Singles und Top 30 Alben der offiziellen Schweizer Hitparade. Es gab in diesem Jahr 14 Nummer-eins-Singles und 14 Nummer-eins-Alben.

## Singles
| ← 1987 ← | Liste der Nummer-eins-Hits in der Schweiz | Liste der Nummer-eins-Hits in der Schweiz | Liste der Nummer-eins-Hits in der Schweiz                                                                | 1989 →                    |
| \| Zeitraum \| Wo. ges. \| Interpret \| Titel Autor(en) \| Zusätzliche Informationen \| \| (Zeitraum, Wochen auf Platz eins, Interpret, Titel, Autor[en], zusätzliche Informationen) \| \| \| \| \| \| ----------------------------------------------------------------------------------------- \| -------- \| ----------------------------- \| -------------------------------------------------------------------------------------------------------- \| ------------------------- \| \| 20. Dezember 1987 – 23. Januar 1988 5 Wochen \| 5 \| T’Pau \| China in Your Hand Carol Ann Decker, Ronald Phillip Rogers \| – \| \| 24. Januar 1988 – 30. Januar 1988 1 Woche \| 1 \| Pet Shop Boys \| Always on My Mind Mark James, John L. Christopher Jr., Wayne Carson Thompson \| – \| \| 31. Januar 1988 – 5. März 1988 5 Wochen \| 5 \| Belinda Carlisle \| Heaven Is a Place on Earth Richard W. Nowels Jr., Ellen Shipley \| – \| \| 6. März 1988 – 19. März 1988 2 Wochen \| 2 \| Krush \| House Arrest Cassius Corneelius Campbell, Mark Duane Gamble \| – \| \| 20. März 1988 – 16. April 1988 4 Wochen \| 4 \| Taylor Dayne \| Tell It to My Heart Seth A. Swirsky, Ernie Gold \| – \| \| 17. April 1988 – 23. April 1988 1 Woche (insgesamt 2) \| 2 \| Kylie Minogue \| I Should Be So Lucky Pete Waterman, Matthew James Aitken, Mike Stock \| – \| \| 24. April 1988 – 30. April 1988 1 Woche \| 1 \| Taylor Dayne \| Tell It to My Heart Seth A. Swirsky, Ernie Gold \| – \| \| 1. Mai 1988 – 7. Mai 1988 1 Woche (insgesamt 2) \| 2 \| Kylie Minogue \| I Should Be So Lucky Pete Waterman, Matthew James Aitken, Mike Stock \| – \| \| 8. Mai 1988 – 4. Juni 1988 4 Wochen \| 4 \| Pet Shop Boys \| Heart Neil Francis Tennant, Chris Lowe \| – \| \| 5. Juni 1988 – 25. Juni 1988 3 Wochen \| 3 \| S’Express \| Theme from S-Express Pascal Richard Marcel Ghislain Gabriel, Mark Anthony Kim Moore, James Gregory Miles \| – \| \| 26. Juni 1988 – 6. August 1988 6 Wochen \| 6 \| Ofra Haza \| Im Nin’alu Trad.; Bearbeitung: Benjamin Nagari, Izhar Ashdot; Text; Shalom Shabazi \| – \| \| 7. August 1988 – 17. September 1988 6 Wochen \| 6 \| The Fat Boys & Chubby Checker \| The Twist Hank Ballard \| – \| \| 18. September 1988 – 29. Oktober 1988 6 Wochen \| 6 \| Koreana \| Hand in Hand Musik: Giorgio G. Moroder; Text: Thomas Ross Whitlock \| – \| \| 30. Oktober 1988 – 10. Dezember 1988 6 Wochen \| 6 \| Phil Collins \| A Groovy Kind of Love Musik: Muzio Clementi; Text: Toni Wine, Carole Jill Bayer \| – \| \| 11. Dezember 1988 – 14. Januar 1989 5 Wochen \| 5 \| Enya \| Orinoco Flow Eith Ní Bhraonáin, Roma Shane Ryan, Nicky Ryan \| – \| |                                           |                                           | |                           |
| ← 1987 |                                           |                                           | | → 1989 →                  |
| Zeitraum | Wo. ges.                                  | Interpret                                 | Titel Autor(en)                                                                                          | Zusätzliche Informationen |
| (Zeitraum, Wochen auf Platz eins, Interpret, Titel, Autor[en], zusätzliche Informationen) |                                           |                                           | |                           |
| 20. Dezember 1987 – 23. Januar 1988 5 Wochen | 5                                         | T’Pau                                     | China in Your Hand Carol Ann Decker, Ronald Phillip Rogers                                               | –                         |
| 24. Januar 1988 – 30. Januar 1988 1 Woche | 1                                         | Pet Shop Boys                             | Always on My Mind Mark James, John L. Christopher Jr., Wayne Carson Thompson                             | –                         |
| 31. Januar 1988 – 5. März 1988 5 Wochen | 5                                         | Belinda Carlisle                          | Heaven Is a Place on Earth Richard W. Nowels Jr., Ellen Shipley                                          | –                         |
| 6. März 1988 – 19. März 1988 2 Wochen | 2                                         | Krush                                     | House Arrest Cassius Corneelius Campbell, Mark Duane Gamble                                              | –                         |
| 20. März 1988 – 16. April 1988 4 Wochen | 4                                         | Taylor Dayne                              | Tell It to My Heart Seth A. Swirsky, Ernie Gold                                                          | –                         |
| 17. April 1988 – 23. April 1988 1 Woche (insgesamt 2) | 2                                         | Kylie Minogue                             | I Should Be So Lucky Pete Waterman, Matthew James Aitken, Mike Stock                                     | –                         |
| 24. April 1988 – 30. April 1988 1 Woche | 1                                         | Taylor Dayne                              | Tell It to My Heart Seth A. Swirsky, Ernie Gold                                                          | –                         |
| 1. Mai 1988 – 7. Mai 1988 1 Woche (insgesamt 2) | 2                                         | Kylie Minogue                             | I Should Be So Lucky Pete Waterman, Matthew James Aitken, Mike Stock                                     | –                         |
| 8. Mai 1988 – 4. Juni 1988 4 Wochen | 4                                         | Pet Shop Boys                             | Heart Neil Francis Tennant, Chris Lowe                                                                   | –                         |
| 5. Juni 1988 – 25. Juni 1988 3 Wochen | 3                                         | S’Express                                 | Theme from S-Express Pascal Richard Marcel Ghislain Gabriel, Mark Anthony Kim Moore, James Gregory Miles | –                         |
| 26. Juni 1988 – 6. August 1988 6 Wochen | 6                                         | Ofra Haza                                 | Im Nin’alu Trad.; Bearbeitung: Benjamin Nagari, Izhar Ashdot; Text; Shalom Shabazi                       | –                         |
| 7. August 1988 – 17. September 1988 6 Wochen | 6                                         | The Fat Boys & Chubby Checker             | The Twist Hank Ballard                                                                                   | –                         |
| 18. September 1988 – 29. Oktober 1988 6 Wochen | 6                                         | Koreana                                   | Hand in Hand Musik: Giorgio G. Moroder; Text: Thomas Ross Whitlock                                       | –                         |
| 30. Oktober 1988 – 10. Dezember 1988 6 Wochen | 6                                         | Phil Collins                              | A Groovy Kind of Love Musik: Muzio Clementi; Text: Toni Wine, Carole Jill Bayer                          | –                         |
| 11. Dezember 1988 – 14. Januar 1989 5 Wochen | 5                                         | Enya                                      | Orinoco Flow Eith Ní Bhraonáin, Roma Shane Ryan, Nicky Ryan                                              | –                         |

## Alben
| ← 1987 ← | Liste der Nummer-eins-Hits in der Schweiz | Liste der Nummer-eins-Hits in der Schweiz | Liste der Nummer-eins-Hits in der Schweiz | 1989 →                    |
| \| Zeitraum \| Wo. ges. \| Interpret \| Titel \| Zusätzliche Informationen \| \| (Zeitraum, Wochen auf Platz eins, Interpret, Titel, zusätzliche Informationen) \| \| \| \| \| \| ------------------------------------------------------------------------------ \| -------- \| -------------------------------- \| ------------------------------- \| ------------------------- \| \| 29. November 1987 – 16. Januar 1988 7 Wochen (insgesamt 8) \| 8 \| (Soundtrack) \| Dirty Dancing \| – \| \| 17. Januar 1988 – 23. Januar 1988 1 Woche (insgesamt 2) \| 2 \| Erste Allgemeine Verunsicherung \| Liebe, Tod & Teufel \| – \| \| 24. Januar 1988 – 30. Januar 1988 1 Woche (insgesamt 8) \| 8 \| (Soundtrack) \| Dirty Dancing \| – \| \| 31. Januar 1988 – 6. Februar 1988 1 Woche (insgesamt 2) \| 2 \| Erste Allgemeine Verunsicherung \| Liebe, Tod & Teufel \| – \| \| 7. Februar 1988 – 26. März 1988 7 Wochen \| 7 \| Peter Reber \| Dr Sunne entgäge \| – \| \| 27. März 1988 – 23. April 1988 4 Wochen \| 4 \| (Soundtrack) \| More Dirty Dancing \| – \| \| 24. April 1988 – 4. Juni 1988 6 Wochen \| 6 \| Herbert Grönemeyer \| Ö \| – \| \| 5. Juni 1988 – 18. Juni 1988 2 Wochen \| 2 \| Prince \| Lovesexy \| – \| \| 19. Juni 1988 – 2. Juli 1988 2 Wochen \| 2 \| Polo Hofer und die Schmetterband \| Rütmus, Bluus + schnälli Schue! \| – \| \| 3. Juli 1988 – 9. Juli 1988 1 Woche (insgesamt 2) \| 2 \| Mory Kanté \| Akwaba Beach \| – \| \| 10. Juli 1988 – 16. Juli 1988 1 Woche \| 1 \| Michael Jackson \| Bad \| – \| \| 17. Juli 1988 – 23. Juli 1988 1 Woche (insgesamt 2) \| 2 \| Mory Kanté \| Akwaba Beach \| – \| \| 24. Juli 1988 – 1. Oktober 1988 10 Wochen \| 10 \| Tracy Chapman \| Tracy Chapman \| – \| \| 2. Oktober 1988 – 8. Oktober 1988 1 Woche (insgesamt 2) \| 2 \| Bon Jovi \| New Jersey \| – \| \| 9. Oktober 1988 – 15. Oktober 1988 1 Woche \| 1 \| Koreana \| Hand in Hand \| – \| \| 16. Oktober 1988 – 22. Oktober 1988 1 Woche (insgesamt 2) \| 2 \| Bon Jovi \| New Jersey \| – \| \| 2. Oktober 1988 – 24. Dezember 1988 12 Wochen \| 12 \| U2 \| Rattle and Hum \| – \| \| 25. Dezember 1988 – 7. Januar 1989 2 Wochen (insgesamt 3) \| 3 \| Dire Straits \| Money for Nothing \| – \| |                                           |                                           |                                           |                           |
| ← 1987 |                                           |                                           |                                           | → 1989 →                  |
| Zeitraum | Wo. ges.                                  | Interpret                                 | Titel                                     | Zusätzliche Informationen |
| (Zeitraum, Wochen auf Platz eins, Interpret, Titel, zusätzliche Informationen) |                                           |                                           |                                           |                           |
| 29. November 1987 – 16. Januar 1988 7 Wochen (insgesamt 8) | 8                                         | (Soundtrack)                              | Dirty Dancing                             | –                         |
| 17. Januar 1988 – 23. Januar 1988 1 Woche (insgesamt 2) | 2                                         | Erste Allgemeine Verunsicherung           | Liebe, Tod & Teufel                       | –                         |
| 24. Januar 1988 – 30. Januar 1988 1 Woche (insgesamt 8) | 8                                         | (Soundtrack)                              | Dirty Dancing                             | –                         |
| 31. Januar 1988 – 6. Februar 1988 1 Woche (insgesamt 2) | 2                                         | Erste Allgemeine Verunsicherung           | Liebe, Tod & Teufel                       | –                         |
| 7. Februar 1988 – 26. März 1988 7 Wochen | 7                                         | Peter Reber                               | Dr Sunne entgäge                          | –                         |
| 27. März 1988 – 23. April 1988 4 Wochen | 4                                         | (Soundtrack)                              | More Dirty Dancing                        | –                         |
| 24. April 1988 – 4. Juni 1988 6 Wochen | 6                                         | Herbert Grönemeyer                        | Ö                                         | –                         |
| 5. Juni 1988 – 18. Juni 1988 2 Wochen | 2                                         | Prince                                    | Lovesexy                                  | –                         |
| 19. Juni 1988 – 2. Juli 1988 2 Wochen | 2                                         | Polo Hofer und die Schmetterband          | Rütmus, Bluus + schnälli Schue!           | –                         |
| 3. Juli 1988 – 9. Juli 1988 1 Woche (insgesamt 2) | 2                                         | Mory Kanté                                | Akwaba Beach                              | –                         |
| 10. Juli 1988 – 16. Juli 1988 1 Woche | 1                                         | Michael Jackson                           | Bad                                       | –                         |
| 17. Juli 1988 – 23. Juli 1988 1 Woche (insgesamt 2) | 2                                         | Mory Kanté                                | Akwaba Beach                              | –                         |
| 24. Juli 1988 – 1. Oktober 1988 10 Wochen | 10                                        | Tracy Chapman                             | Tracy Chapman                             | –                         |
| 2. Oktober 1988 – 8. Oktober 1988 1 Woche (insgesamt 2) | 2                                         | Bon Jovi                                  | New Jersey                                | –                         |
| 9. Oktober 1988 – 15. Oktober 1988 1 Woche | 1                                         | Koreana                                   | Hand in Hand                              | –                         |
| 16. Oktober 1988 – 22. Oktober 1988 1 Woche (insgesamt 2) | 2                                         | Bon Jovi                                  | New Jersey                                | –                         |
| 2. Oktober 1988 – 24. Dezember 1988 12 Wochen | 12                                        | U2                                        | Rattle and Hum                            | –                         |
| 25. Dezember 1988 – 7. Januar 1989 2 Wochen (insgesamt 3) | 3                                         | Dire Straits                              | Money for Nothing                         | –                         |

## Jahreshitparaden
| ← 1987 ← | Liste der Nummer-eins-Hits in der Schweiz | Liste der Nummer-eins-Hits in der Schweiz                                       | Liste der Nummer-eins-Hits in der Schweiz | 1989 →   |
| \| Singles \| Position# \| Alben \| \| ------------------------------------------------------------------------------------------------------------------------------------------------------------------------- \| --------- \| ------------------------------------------------------------------------------- \| \| Küss die Hand, schöne Frau Erste Allgemeine Verunsicherung Musik: Gerhard Breit, Klaus Eberhartinger, Nino Holm, Günter Schönberger, Thomas Spitzer; Text: Thomas Spitzer \| 1 \| Dirty Dancing (Soundtrack) \| \| Gimme Hope Jo’Anna Eddy Grant \| 2 \| Liebe, Tod & Teufel Erste Allgemeine Verunsicherung \| \| Hand in Hand Koreana Musik: Giorgio G. Moroder; Text: Thomas Ross Whitlock \| 3 \| … Nothing Like the Sun Sting \| \| Im Nin’alu Ofra Haza Trad.; Bearbeitung: Benjamin Nagari, Izhar Ashdot; Text; Shalom Shabazi \| 4 \| Bad Michael Jackson \| \| Yé ké yé ké Mory Kanté \| 5 \| Diesel and Dust Midnight Oil \| \| Dirty Diana Michael Jackson Michael Joe Jackson \| 6 \| Tracy Chapman \| \| I’m Not Scared Eighth Wonder Neil Francis Tennant, Chris Lowe \| 7 \| Ö Herbert Grönemeyer \| \| Heaven Is a Place on Earth Belinda Carlisle Richard W. Nowels Jr., Ellen Shipley \| 8 \| Introducing the Hardline According to Terence Trent D’Arby Terence Trent D’Arby \| \| Theme from S-Express S’Express Pascal Richard Marcel Ghislain Gabriel, Mark Anthony Kim Moore, James Gregory Miles \| 9 \| Bridge of Spies T’Pau \| \| Tell It to My Heart Taylor Dayne Seth A. Swirsky, Ernie Gold \| 10 \| Dr Sunne entgäge Peter Reber \| |                                           |                                                                                 |                                           |          |
| ← 1987 |                                           |                                                                                 |                                           | → 1989 → |
| Singles | Position#                                 | Alben                                                                           |                                           |          |
| Küss die Hand, schöne Frau Erste Allgemeine Verunsicherung Musik: Gerhard Breit, Klaus Eberhartinger, Nino Holm, Günter Schönberger, Thomas Spitzer; Text: Thomas Spitzer | 1                                         | Dirty Dancing (Soundtrack)                                                      |                                           |          |
| Gimme Hope Jo’Anna Eddy Grant | 2                                         | Liebe, Tod & Teufel Erste Allgemeine Verunsicherung                             |                                           |          |
| Hand in Hand Koreana Musik: Giorgio G. Moroder; Text: Thomas Ross Whitlock | 3                                         | … Nothing Like the Sun Sting                                                    |                                           |          |
| Im Nin’alu Ofra Haza Trad.; Bearbeitung: Benjamin Nagari, Izhar Ashdot; Text; Shalom Shabazi | 4                                         | Bad Michael Jackson                                                             |                                           |          |
| Yé ké yé ké Mory Kanté | 5                                         | Diesel and Dust Midnight Oil                                                    |                                           |          |
| Dirty Diana Michael Jackson Michael Joe Jackson | 6                                         | Tracy Chapman                                                                   |                                           |          |
| I’m Not Scared Eighth Wonder Neil Francis Tennant, Chris Lowe | 7                                         | Ö Herbert Grönemeyer                                                            |                                           |          |
| Heaven Is a Place on Earth Belinda Carlisle Richard W. Nowels Jr., Ellen Shipley | 8                                         | Introducing the Hardline According to Terence Trent D’Arby Terence Trent D’Arby |                                           |          |
| Theme from S-Express S’Express Pascal Richard Marcel Ghislain Gabriel, Mark Anthony Kim Moore, James Gregory Miles | 9                                         | Bridge of Spies T’Pau                                                           |                                           |          |
| Tell It to My Heart Taylor Dayne Seth A. Swirsky, Ernie Gold | 10                                        | Dr Sunne entgäge Peter Reber                                                    |                                           |          |